# XHTML Basic
XHTML Basic (engl. „elementares XHTML“) ist eine auf XML basierende Version von XHTML, die wie WML auf mobile Geräte, wie Smartphones und PDAs, zugeschnitten ist.
Die Version 1.0 wurde von Mitarbeitern des W3C entwickelt und am 3. November 2000 freigegeben. Die Version 1.1 wurde am 6. Juni 2006 erstmals vorgestellt und am 13. Juli 2007 als Empfehlung freigegeben.
Im Unterschied zu XHTML hat XHTML Basic weniger Elemente zur Textformatierung und unterstützt keine Framesets und Image-Maps. Script-Elemente und Event-Attribute (wie etwa onmouseover) werden erst ab Version 1.1 unterstützt.
Als Erweiterung zum XHTML-1.1-Standard führt XHTML Basic für Texteingabefelder das Attribut inputmode ein, um dem Browser anzuzeigen, dass in einem Eingabefeld als Eingabe bspw. nur Zahlen oder etwa eine E-Mail-Adresse erwartet wird. So kann der Browser die Eingabe bspw. über eine Telefontastatur erleichtern, indem nur Zahlen angeboten werden.